# Big Foot Prairie
Big Foot Prairie es un lugar designado por el censo ubicado en el condado de Walworth en el estado estadounidense de Wisconsin. En el Censo de 2020 tenía una población de 22 habitantes y una densidad poblacional de 275 habitantes por km².  Fue incluido como CDP en el censo de 2020. Se encuentra 4 km al sur del pueblo de Walworth.

## Geografía
Big Foot Prairie se encuentra ubicado en las coordenadas 42°29′43″N 88°35′57″O / 42.49528, -88.59917. Según la Oficina del Censo de los Estados Unidos, tiene una superficie total de 0,08 km², todos  correspondientes a tierra firme.